# Catenophora pruni
Catenophora pruni är en svampart som beskrevs av Luttr. 1940. Catenophora pruni ingår i släktet Catenophora, divisionen sporsäcksvampar och riket svampar.   Inga underarter finns listade i Catalogue of Life.